# John Pendry
 (juillet 2024).
John Brian Pendry, (né le 4 juillet 1943,) est un physicien britannique spécialiste de la physique théorique, connu pour ses recherches sur les indices de réfraction et sur la création de la 1re « Cape d'Invisibilité ». Il est professeur de physique théorique de l'état solide à l'Imperial College de Londres où il fut à la tête du département de physique (1998-2001) puis directeur de la faculté des sciences physiques (2001-2002). Il est membre honoraire de Downing College, Cambridge, où il fut étudiant de premier cycle. Il a reçu le prix Kavli en nanoscience pour ses contributions novatrices en nano-optique qui ont renouvelé les conceptions en microscopie optique et imagerie, en collaboration avec Stefan Hell et Thomas Ebbesen en 2014.
Il a fait ses études au Downing College, Cambridge, obtenant un diplôme de maîtrise lettres en sciences naturelles et un Doctorat en 1969. Il aime jouer du piano. Il est marié à une mathématicienne, rencontrée à l'université de Cambridge. Ils n'ont pas d'enfants.

## Carrière
Après son diplôme en sciences naturelles à l'Université de Cambridge, il est nommé chercheur au Downing College, Cambridge, entre 1969 et 1975. Il est à Bell Labs dans les années 1972-1973, puis il est à la tête des laboratoires de Daresbury de 1975 à 1981, et est nommé à la chaire de physique théorique à l'Imperial College, à Londres, où il reste pour le reste de sa carrière. Il est doyen du Collège Royal des Sciences à partir de 1993, chef du Département de Physique de 1998 à 2001 et directeur de la Faculté des Sciences Physiques en 2001. Il est l'auteur de plus de 300 documents de recherche et a encouragé de nombreuses initiatives scientifiques.

## Recherches
Ses recherches débutent avec sa thèse de doctorat qui concerne la diffraction d'électrons lents (LEED), une technique d'examen de la surface des matériaux découverte dans les années 1920, mais que Pendry a rendu utilisable en pratique. Chez Bell Labs, il travaille dans la spectroscopie de photoélectrons pour développer la première théorie quantitative de EXAFS, pour laquelle il reçoit le prix Dirac en 1996.
Pendry remarque que le problème de la photoémission ressemble à ce qu'il a découvert lors de son travail sur la LEED et peut le vérifier au synchrotron à Daresbury. Il publie sa théorie de la photoémission résolue en angle qui reste le modèle standard dans le domaine. Ces méthodes permettent à la structure de bande des électrons dans les solides et les surfaces d'être déterminée avec une précision sans précédent et, en 1980, il propose la technique de la photoémission inverse.
Tout en maintenant sa position de leader du Royaume-Uni en théorie des surfaces, il commence à étudier le comportement des électrons dans les milieux désordonnés et étudie une solution complète du problème de diffusion à une dimension et découvert des techniques de pointe pour l'étude des dimensions supérieures, qui sont pertinentes pour la conductivité des biomolécules. En 1994, il publie ses premiers articles sur des structures permettant l'interaction de la lumière avec les systèmes métalliques à découvert. Cela conduit à son invention de l'idée de métamatériaux.
En 2009, lui et Stefan Maier reçoivent une importante subvention de la part du Leverhulme Trust pour développer les idées autour des lentilles parfaites et de la cape d'invisibilité pour toutes les gammes de lumière.

### Les lentilles parfaites
Un article de John Pendry dans Physical Review Letters, en 2000, étend le travail effectué par le savant russe Victor Veselago et suggére une méthode simple pour créer une lentille dont le foyer est théoriquement parfait. C'est sa publication la plus citée dans la littérature scientifique. Initialement, il est accueilli avec beaucoup de scepticisme car il était difficile de croire qu'un si court article pourrait présenter une idée si radicale. Cependant, ses principes ont été confirmés expérimentalement et la notion de superlentille a révolutionné l'échelle nanométrique de l'optique.

### Cape d'invisibilité
En 2006, il lui vient l'idée qu'il est possible d'obtenir une courbure de la lumière de telle façon qu'il pouvait former un conteneur autour d'un objet, le rendant effectivement invisible ; il écrit un document avec David R. Smith de l'Université Duke, qui démontre l'idée à la fréquence des micro-ondes. Cette idée, communément connue comme la cape d'Invisibilité, suscite de nombreux travaux récents dans le domaine des métamatériaux.

## Prix et distinctions
En 2014, il est co-lauréat du Prix Kavli en Nanoscience, décerné par l'Académie norvégienne des Sciences et des Lettres, avec Stefan Hell de l'Institut Max Planck de Chimie Biophysique, et Thomas Ebbesen de l'Université de Strasbourg.